# Modern Filológiai Társaság
A Modern Filológiai Társaság a Magyar Tudományos Akadémia egyik tudományos társasága. Székhelye Budapest. A társaság célja az eredeti értelmében vett filológia művelése. 

## A Társaság története
A Modern Filológiai Társaságot 1983-ban alapították. Mintája a nagy hagyományokkal rendelkező Magyar Nyelvtudományi Társaság és a Magyar Irodalomtörténeti Társaság volt.

## A Társaság kiadványai
A társaság folyóirata kezdetben a Filológiai Közlöny volt, amelynek szerkesztését később az MTA Irodalomtudományi Bizottsága vette át. 2010-től működik a társaság online híradója és egyben folyóirata, a Filológia.hu Archiválva 2011. december 25-i dátummal a Wayback Machine-ben.

## Kitüntetés: Pro Neophilologia in Hungaria
A társaság éves konferenciáján a filológia művelését, a filológiában végzett kiemelkedő eredményeket a Pro Neophilologia in Hungaria érdeméremmel jutalmazza. Az elismeréshez egy ezüst érdemérem jár, amelynek tervezője Bańczerowski Janusz.

### Legutóbbi díjazottak
- 2014 – Klaudy Kinga
- 2013 – Jeremiás Éva és Keszler Borbála
- 2012 – Székely Gábor
- 2011 – Gósy Mária
- 2010 – Papp Andrea
- 2009 – Bárdosi Vilmos
- 2008 – Pál Ferenc
- 2007 – Deákné Zöldhelyi Zsuzsa
- 2006 – Gadányi Károly
- 2004 – Banczerowski Janusz
- 2003 – Nyomárkay István
- 2002 – Frank Tibor

## A társaság tisztségviselői

### A társaság elnöke
Nyomárkay István